# Marie Strauß
Marie Rosine Strauß, geborene Hemmann, geschiedene Strauß (geboren 1817 oder 1818; gestorben 21. Oktober 1864 in Dölau), war die letzte zum Tode verurteilte Person in Deutschland, die öffentlich hingerichtet wurde.

## Der Mord

Marie Strauß behauptete, Karoline Feustel habe sich am Streichriegel – Nr. 5 in der Grafik – aufgehängt.

Marie Strauß war Hefehändlerin und lebte in Leiningen, einem Dorf mit etwa 120 Einwohnern. Von ihrem Ehemann, dem Webermeister Strauß, war sie seit 1852 geschieden und hatte aus einer Verbindung mit Christian Söllner eine Tochter. Dieser verließ sie bald. 1856 nahm der Webermeister Friedrich Traugott Feustel, der schon vor deren Ehe Interesse an Marie Strauß bekundet hatte, wieder Kontakt zu ihr auf. Es entwickelte sich ein Liebesverhältnis zwischen den beiden. Friedrich Feustel bot Marie Strauß und ihrer Tochter an, zusammen mit ihm, seiner Frau Christiane Karoline Feustel und deren Kindern in seinem Haus Nr. 16 in Leiningen zu wohnen. Marie Strauß nahm an und lebte mit Unterbrechungen bis zum Mord dort. Aus dem Verhältnis von Strauß und Feustel ging ein Sohn hervor.
Am 17. Dezember 1861 erdrosselte Marie Strauß die Ehefrau ihres Liebhabers mit einem Strick. Sie tarnte die Tat als Selbstmord und behauptete, sie habe die Weberin am Streichriegel des Webstuhls, einem quer liegenden Balken, hängend vorgefunden.

## Haft und Prozess
Monatelang blieben Marie Strauß und Friedrich Feustel bei ihrer Behauptung, an dem Tod von Karoline Feustel nicht beteiligt gewesen zu sein. Es lagen gegenteilige Indizien und eine Zeugenaussage der Tochter von Marie Strauß vor. Erst Mitte 1862 gestand Marie Strauß, sie habe Karoline Feustel vorsätzlich getötet, um ihr Verhältnis mit deren Mann ungehindert fortsetzen zu können. Er habe finanzielle Sicherheit bieten können, die sie für die Zukunft ihrer beiden Kinder gebraucht hätte, und er habe sie zu dem Mord angestiftet. Friedrich Feustel gestand dies.
Das Kriminalverfahren am Kriminalgericht Greiz dauerte eineinhalb Jahre. Die Verteidiger der beiden Angeklagten zogen die Schuldfähigkeit ihrer Mandanten in Zweifel. Als die Akten geschlossen waren, schickte die Greizer Regierung sie an die juristische Fakultät in Jena, deren Juristen in einem Gutachten die Strafen festzusetzen hatten. Das Fürstentum Reuß älterer Linie wandte nämlich noch bis weit ins 19. Jahrhundert hinein die Constitutio Criminalis Carolina an; das öffentliche Schwurgerichtsverfahren wie in den Nachbarstaaten hatte sich hier noch nicht etabliert. Gemäß den Vorschriften der Carolina plädierten die Juristen aus Jena für die Todesstrafe für Marie Strauß, für Friedrich Feustel als Anstifter für eine geringere Strafe. Auf der Basis dieses Gutachtens verurteilte die fürstliche Landesregierung in Greiz Marie Strauß zum Tod durch Enthauptung und den Anstifter Feustel zu einer lebenslangen Zuchthausstrafe; damals bestand im Fürstentum Reuß älterer Linie noch keine Trennung zwischen Exekutive und Judikative.
Einer der Anwälte legte Berufung beim Oberappellationsgericht in Jena ein, dem höchsten Gerichtshof für die reußischen und sachsen-ernestinischen Staaten. Er vertrat die Meinung, Friedrich Feustel sei der eigentliche Urheber des Mordes, und Marie Strauß habe unter seinem Einfluss gestanden. Die Verurteilte war mit dieser Verzögerung nicht einverstanden; sie betrachtete ihre Strafe als wohlverdient. Erst nach langer Zeit bestätigte das Thüringer Gericht die Urteile gegen Marie Strauß und Friedrich Feustel. Fürstin Caroline von Hessen-Homburg unterschrieb das Todesurteil. Sie wies aber die Landesregierung an, die Hinrichtung auszusetzen, wenn Marie Strauß um ihr Leben bitten würde. Doch diese nahm die Entscheidung der Fürstin dankbar an und bereitete sich mit ihrem Geistlichen auf ihren Todestag vor.

## Die Hinrichtung

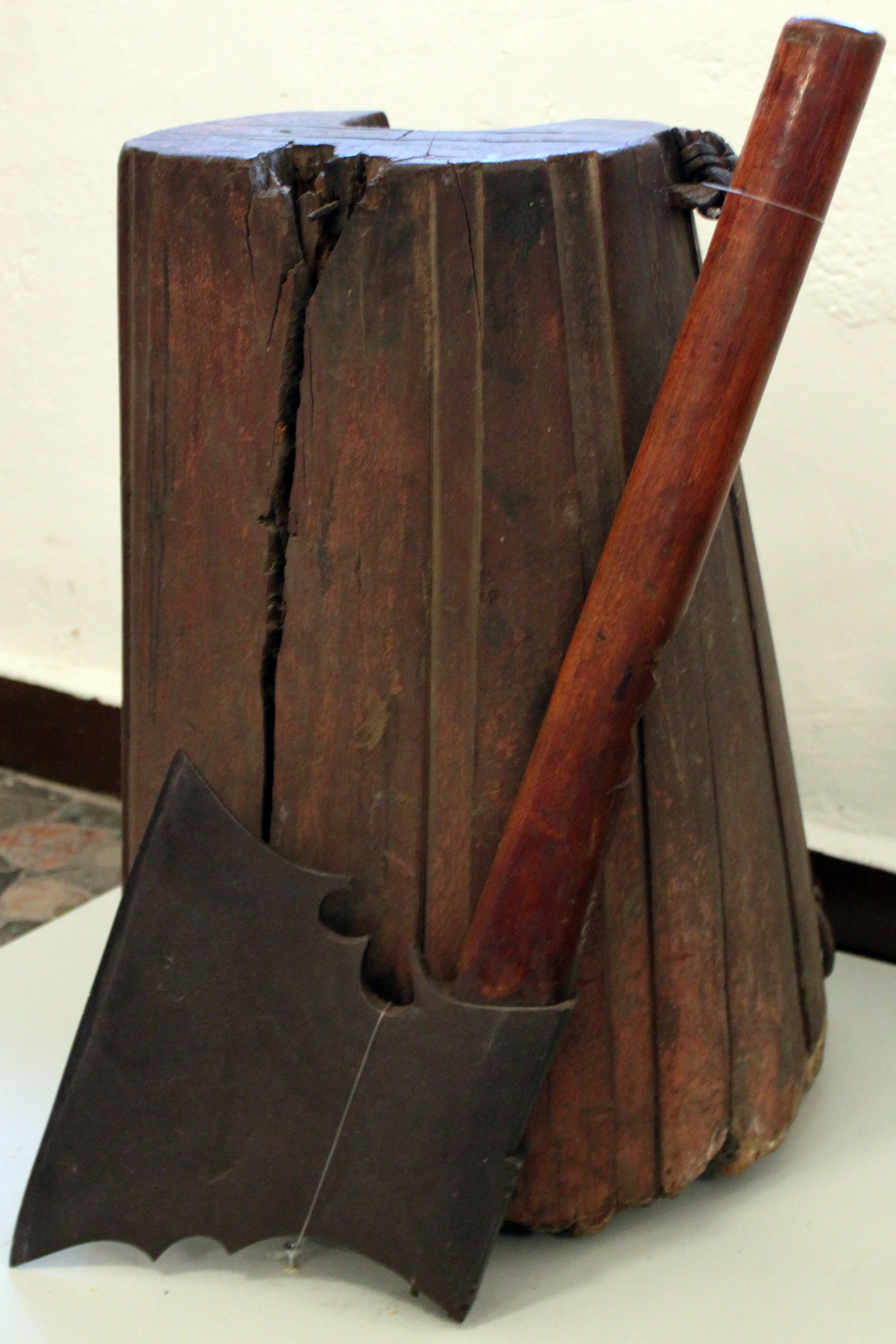
Richtblock und Richtbeil

Als Henkersmahlzeit bestellte Marie Strauß eineinhalb Pfund Himbeeren, eineinhalb Flaschen Malaga-Süßwein und einen Pfefferminz-Schokoladen-Kuchen.
Leiningen gehörte damals zu dem kleinen thüringischen Fürstentum Reuß älterer Linie, das von knapp über 40.000 Menschen bewohnt wurde. Seine Rechtsordnung sah damals auf der Grundlage einer Strafprozessordnung aus dem Spätmittelalter noch die öffentliche Bestrafung für Mord vor. Während die meisten deutschen Staaten zu dieser Zeit keine öffentlichen Hinrichtungen mehr vornahmen, hielten die beiden reußischen Lande und Kurhessen daran fest. Häufig war sie jedoch nicht mehr: Die letzte öffentliche Hinrichtung vor dem Fall von Marie Strauß lag über zwanzig Jahre zurück. Am 2. August 1843 war in Schleiz im Herrschaftsbereich des Fürstentums der jüngeren reußischen Linie der Gastwirt Johann Wilhelm Oswald enthauptet worden. Er war schuldig gesprochen worden, mehrere seiner Verwandten vergiftet zu haben.
Als Hinrichtungsstätte hatte das Gericht den sogenannten Schaltisacker im Elstertal zwischen Kleingera und Dölau festgelegt. Es wurden eine Tribüne für das Gerichtspersonal und gegenüber ein hohes Schafott mit schwarzem Geländer und rotem Fußboden aufgebaut. Der Richtplatz war mit Barrieren abgegrenzt. Die Zahl der Schaulustigen ging in die Tausende. 130 Mann Greizer Militär sollte für die Aufrechterhaltung der Ordnung sorgen.
Marie Strauß sollte mit dem Richtbeil enthauptet werden, aber der Greizer Scharfrichter konnte nur mit dem Richtschwert umgehen. Daher kam im Zuge der Amtshilfe, um die man die Regierung der preußischen Provinz Sachsen gebeten hatte, der erfahrene Scharfrichter Emanuel Hamel aus Sangerhausen. Zusammen mit seinen Gehilfen erwartete er auf dem Schafott die Verurteilte. Der Todeszug setzte sich um 8 Uhr vom ersten Hof des Oberen Schlosses aus in Bewegung: Im ersten Wagen befanden sich drei Beamte des Kriminalgerichts, dahinter gingen Vertreter anderer Behörden. Im zweiten Wagen, der von reitenden Soldaten eskortiert wurde, saßen die Verurteilte, ein Gerichtsdiener und zwei Geistliche.
Da der Zug sich nur im Schritttempo bewegte, dauerte es über eine Stunde, bis er an der Richtstätte ankam. Die drei Kriminalbeamten nahmen auf der Tribüne Platz. Sodann stieg die Verurteilte aus, grüßte die Beamten und bat die beiden Geistlichen, der Fürstregentin für die Bestätigung des Urteils zu danken. Das schwarze Tuch, das sie um die Schultern trug, bat sie, ihrer Tochter zu geben, damit diese es sich an ihrem Konfirmationstag umbinden könne. Mit den beiden Geistlichen stellte sich Marie Strauß dann auf einen Holztritt, der zwischen Tribüne und Schafott aufgebaut worden war. Der Gerichtsvorsitzende hielt eine kurze Rede zur Tat und verlas das Todesurteil und die Bestätigung durch die Landesherrin. Im Anschluss übergab er die Verurteilte an den Scharfrichter. Zusammen mit ihr knieten die Geistlichen nieder und beteten laut mit ihr das Vaterunser. Dann standen sie wieder auf und segneten die Frau durch Handauflegung. In einem Anfall von Angst rief sie: „Jetzt stehe ich da allein, ich weiß nicht, wie mir wird“, und einer der Geistlichen rief ihr Vers 4 aus Psalm 23 zu. Dann verband ihr Hamel mit einem weißen Tuch die Augen und übergab sie den Gehilfen, die sie die Stufen zum Schafott hinaufführten. Oben rief sie den Zuschauern zu, sie sei eine reuige Sünderin. Vor dem Richtblock wurde ihre Augenbinde etwas gelockert und das Sterbekleid am Hals aufgeknöpft, damit der Nacken frei war. Mit dem Kopf in Richtung auf die Tribüne kniete sie nieder und ließ sich an den Block schnallen. Da ihr das Kleid in den Hals schnitt, hob sie kurz den Kopf, woraufhin die Gehilfen den Druck lösten. Dann legte sie den Kopf auf den Block, sprach: „Möge Gott mich gnädig annehmen“, und wurde um 9.30 Uhr enthauptet.
Rumpf und Kopf legte man dann in einen schwarz gestrichenen Sarg aus Holz, der sich im Inneren des Schafotts befand. Während die Geistlichen still beteten, ließ man den Sarg in eine Grube hinunter, die neben dem Schafott ausgehoben worden war, und die Zuschauer entfernten sich.